# Poga
Poga, monotipski biljni rod iz porodice Anisophylleaceae, dio reda Cucurbitales. Jdedina vrsta je P. oleosa, drvo iz zapadne tropske Afrike (Kamerun, Gabon, Nigerija)

## Opće informacije
Inoi orah (njegov lokalni naziv) je veliko drvo koje može doseći visinu od 45 metara s ravnim i cilindričnim stablom koje može biti nerazgranato 15 - 18 metara s promjerom od 1,2 metra. Jestivo sjeme lokalno stanovništvo obično skuplja iz šume za vlastitu upotrebu i prodaju na lokalnim tržnicama. Drvo se skuplja iz divljine za komercijalnu upotrebu.

## Stanište
Šume. Guste ekvatorijalne šume, često duž riječnih obala i obale mora.

## Jestivost
Sjemenke - sličan okus kao brazilski orah. Sjeme je zatvoreno u tvrdu koštanu ljusku s hrapavom izdubljenom površinom i nije ga lako izvaditi. Iz sjemenki se dobiva ulje ugodnog okusa koje se koristi za kuhanje.

## Ostale namjene
Drvo je lagano i mekano. Lako se obrađuje s ručnim i strojnim alatima. Koristi se za ukrasne furnire, dijelove namještaja, kutije i sanduke, opću obradu drva, stolariju itd.
Rod je opisan u Bull. Mens. Soc. Linn. Paris 2: 1254. 1896.